# Raminho de Oxóssi
Severino Martiniano da Silva mais conhecido como Raminho de Oxóssi, (Recife, 9 de janeiro de 1938 – 8 de dezembro de 2024) foi babalorixá da Roça Oxum Opará Oxóssi Ibualama e um dos Patrimônios Vivos de Pernambuco, localizado no bairro Jardim Brasil I, Olinda – Pernambuco. Foi iniciado aos dez anos de idade no Pátio do Terço no bairro de São José, no Recife, pelas Tias do Sítio de Pai Adão. Dez anos após sua iniciação no nagô trouxe o culto Jeje para o estado de Pernambuco, onde cultuava os Voduns. Raminho de Oxóssi faleceu no dia 8 de Dezembro de 2024 em decorrência de uma Infecção do trato urinário.

## A importância de Raminho para a cultura afro-brasileira pernambucana
Raminho de Oxossi foi uma figura crucial para a preservação e difusão da cultura afro-brasileira em Pernambuco. Além de sua atuação como líder religioso, ele foi o fundador do Afoxé Ará Odé, em 1982, o mais antigo afoxé em atividade no estado. O Ará Odé, que significa "Povo de Odé", leva para as ruas a rica tradição africana, promovendo a luta contra o racismo e a valorização da diversidade cultural.
Outra importante contribuição de Raminho de Oxossi foi a organização da Procissão de Oxalá, também conhecida como Águas de Oxalá ou Lavagem do Bonfim de Olinda. Essa celebração religiosa, que atraía mais de 10 mil pessoas anualmente, tornou-se um marco no calendário cultural de Olinda, reforçando a importância da fé e da espiritualidade afro-brasileira na identidade da cidade. 

## Filhos
Cleonice Clemente Nobre mais conhecida como "Mãe Dua de Tempo", é uma Ialorixá de Candomblé da casa Ilê Axé Oiá Uagã Balé, Rio Grande do Norte.
Mãe Dua foi iniciada aos 17 anos, pelas mãos da Ialorixá Geralda de Ogum, ou Geralda de Ceará-Mirim, da qual recebeu obrigação Nagô para o orixá Iansã, e desenvolveu ao culto da Jurema do Nordeste. Muito precocemente, começa a aparecer filhos-de-santo, ou pessoas para aprender a cultuar a jurema, em 1980 já tinha uma casa aberta onde cultuava os orixás e entidades ligadas a Jurema. Esta casa funciona até os dias atuais em Natal-Rio Grande do Norte
Com o falecimento de Mãe Geralda, Dua já sabia que pertencia ao inquice Tempo, procura no Recife um sacerdote que possa fazer suas obrigações e encontra na pessoa de Tata Raminho do Oxóssi, um caminho a seguir, então tira mão de vumbi, recebe as obrigações de Decá, e finalmente se torna a "Ialorixá Dua de Tempo".